# Geophis dubius
Espèce
Synonymes
- Geophidium dubium Peters, 1861
- Geophis fuscus Fischer, 1886

Statut de conservation UICN

 LC  : Préoccupation mineure
Geophis dubius  est une espèce de serpents de la famille des Dipsadidae.

## Répartition
Cette espèce est endémique de l'État d'Oaxaca au Mexique. Elle se rencontre entre 2 100 et 2 650 m d'altitude.

## Publication originale
- Peters, 1861 : Über neue Schlangen des Königl. zoologischen Museums: Typhlops striolatus, Geophidium dubium, Streptophorus (Ninia) maculatus, Elaps hippocrepis. Monatsberichte der Königlichen preussischen Akademie der Wissenschaften zu Berlin, vol. 1861, p. 922-925 (texte intégral).